# Torry Holt
Torrance Jabar Holt, detto Torry (Gibsonville, 5 giugno 1976), è un ex giocatore di football americano statunitense che ha giocato nel ruolo di wide receiver per undici stagioni nella National Football League (NFL). Convocato per il Pro Bowl sette volte e ritiratosi al decimo posto di tutti i tempi per yard ricevute, Holt detiene il record NFL con 6 stagioni consecutive da più di 1.300 yard ricevute. Al college football ha giocato a football alla North Carolina State University, venendo premiato come All-American. Scelto dai St. Louis Rams come sesto assoluto nel Draft NFL 1999, trascorse dieci stagioni coi Rams ed è ricordato per essere uno dei membri del "Greatest Show on Turf." Attualmente lavora come analista per NFL Network.

## Carriera professionistica
Holt fu scelto come sesto assoluto nel Draft 1999 dai St. Louis Rams. Il 23 luglio 1999, Holt firmò un contratto quinquennale del valore di 10 milioni di dollari, tra cui 5,4 milioni di bonus alla firma. Nella sua stagione da rookie totalizzò 53 ricezioni, 788 yard totali e 6 touchdown contribuendo alla vittoria dei Rams nel Super Bowl XXXIV. Dal 1999 al 2001, i Rams segnarono oltre 500 punti in ogni stagione e il loro attacco fu soprannominato "The Greatest Show on Turf".
A partire dal 2000 Holt raggiunse le 1.300 yard stagionali fino al 2005, un record NFL. La striscia di Holt si interruppe nel 2006, a causa degli infortuni subiti in stagione. La carriera di Holt include anche 7 convocazioni per il Pro Bowl (2000, 2001, 2003–2007)di cui 4 consecutive, 74 touchdown e 446 punti (incluse 2 conversioni da 2 punti) e 920 ricezioni. Egli si classificò tra i migliori 10 giocatori in yard ricevute, touchdown su ricezione e ricezioni per cinque stagioni consecutive (2003–2007). Holt inoltre guidò la lega in yard ricevute in due diverse occasioni (2000, 2003) e una volta in ricezioni (2003). Holt è al decimo posto nella classifica delle yard ricevute di tutti i tempi e tredicesimo nelle ricezioni.
Prima della stagione 2003 Holt firmò un contratto di 7 anni del valore di 42 milioni di dollari, inclusi 12,5 milioni di bonus alla firma. Il 15 ottobre 2006, Holt divenne il più veloce giocatore della storia a raggiungere le 10.000 yard in carriera (alla sesta gara della sua ottava stagione) e lo stesso fece per quota 11.000 yard.
Holt giocò l'ultima stagione coi Rams nel 2008. La sua esperienza nel Missouri si concluse partendo come titolare in 147 partite su 158, registrando 869 ricezioni per 12.660 yard e 74 touchdown, al secondo posto nella storia dei Rams dietro Isaac Bruce.

### Jacksonville Jaguars
Holt firmò un contratto coi Jacksonville Jaguars il 20 aprile 2009 per un totale di 3 anni e 20 milioni di dollari. Holt ricevette 51 passaggi ma per la prima volta non segnò alcun touchdown su ricezione nella stagione e venendo svincolato l'11 febbraio 2010.

### New England Patriots
Il 20 aprile 2010, Holt firmò un contratto annuale del valore di 1,7 milioni di dollari coi New England Patriots. Fu inserito in lista infortunati il 15 agosto 2010 in seguito a un infortunio al ginocchio e svincolato due giorni dopo.
Il 4 aprile 2012, Holt firmò un contratto simbolico coi St. Louis Rams per ritirarsi come membro della squadra.

## Palmarès

### Franchigia
- Super Bowl : 1

St. Louis Rams: Vincitore del Super Bowl XXXIV
- National Football Conference Championship: 2

St. Louis Rams: 1999, 2001

### Individuale
- Convocazioni al Pro Bowl: 7

2000, 2001, 2003, 2004, 2005, 2006, 2007
- All-Pro: 2

2003, 2006
- PFWA All-Rookie Team - 1999
- Leader della NFL in yard ricevute: 2

2000, 2003
- Club delle 10.000 yard ricevute in carriera
- Formazione ideale della NFL degli anni 2000

## Statistiche
| Ricezioni              | 920    |
| Yard su ricezione      | 13.382 |
| Touchdown su ricezione | 74     |